# 매튜 브레팅엄

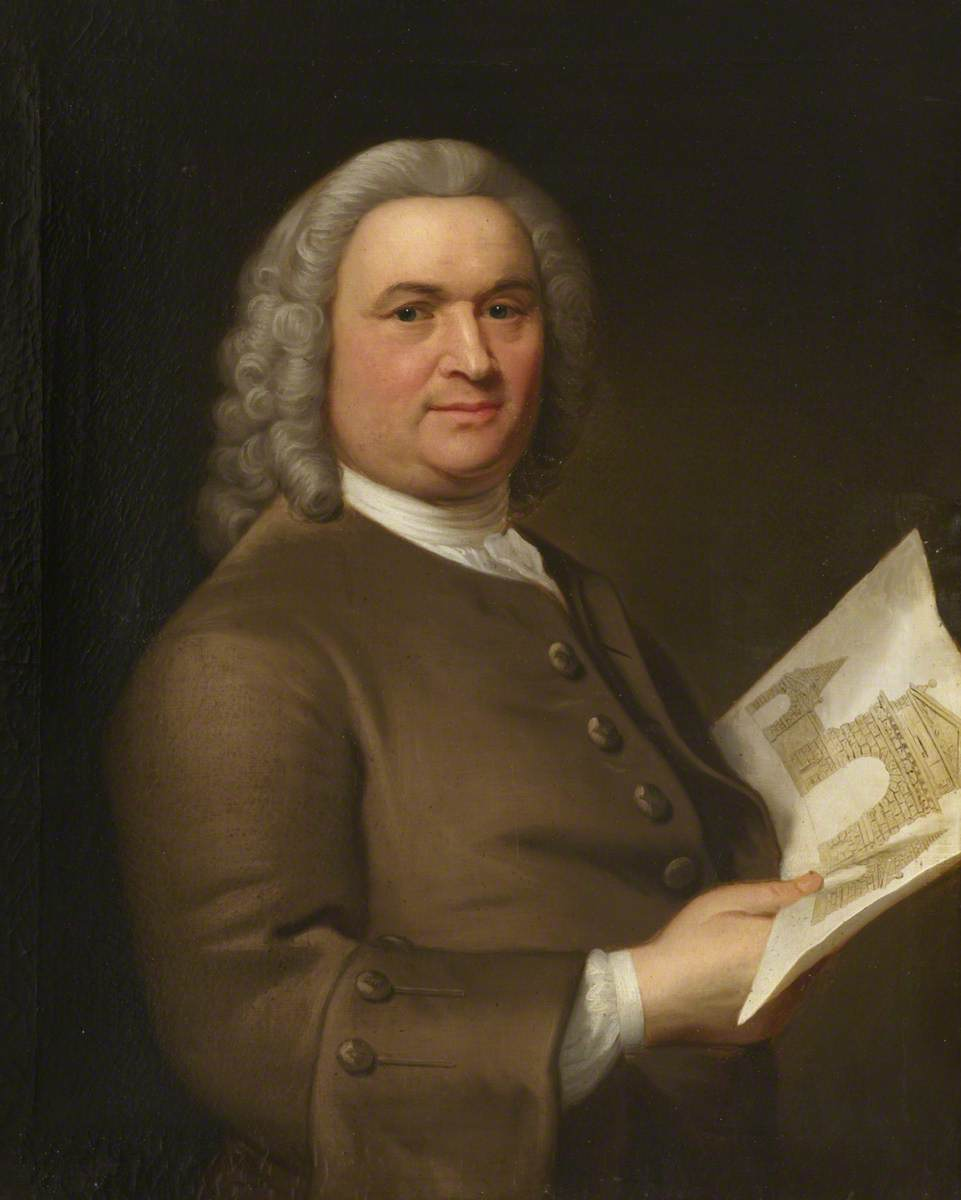
브레팅엄의 초상화

매튜 브레팅엄(Matthew Brettingham, 1699 – 1769년 8월 19일, Matthew Brettingham the Elder)은 18세기 영국인으로 홀컴 홀 건설을 감독하고 그의 세대에서 가장 유명한 건축가 중 한 사람이 되었다. 그의 주요 작품 중 상당수는 이후 철거되었으며, 특히 런던에서 그가 거대한 타운하우스 디자인에 혁명을 일으킨 그의 작품은 더욱 그렇다. 그 결과, 그는 오늘날 종종 간과되고 있으며 주로 영국의 이스트 앵글리아 지역에 위치한 수많은 시골집을 팔라디오 방식으로 리모델링한 것으로 기억된다. 브레팅엄이 그의 경력의 정점에 가까워짐에 따라 팔라디아주의는 유행에서 벗어나기 시작했고 젊은 로버트 애덤(Robert Adam)이 옹호하는 신고전주의주의가 도입되었다.